# Laphria flavifemorata
Laphria flavifemorata là một loài ruồi trong họ Asilidae. Laphria flavifemorata được Macquart miêu tả năm 1850. Loài này phân bố ở miền Australasia.